# Rudolf-Tonn-Stadion
Das Rudolf-Tonn-Stadion (auch Sportzentrum Schwechat) ist ein Fußballstadion mit Leichtathletikanlage in Rannersdorf, einem Stadtteil der österreichischen Stadtgemeinde Schwechat, Bundesland Niederösterreich. Es ist seit seiner Fertigstellung 1980 die Heimstätte der SV Schwechat sowie seit Februar 2018 des FC Mauerwerk und wird für auch Leichtathletikveranstaltungen genutzt.

## Allgemeines

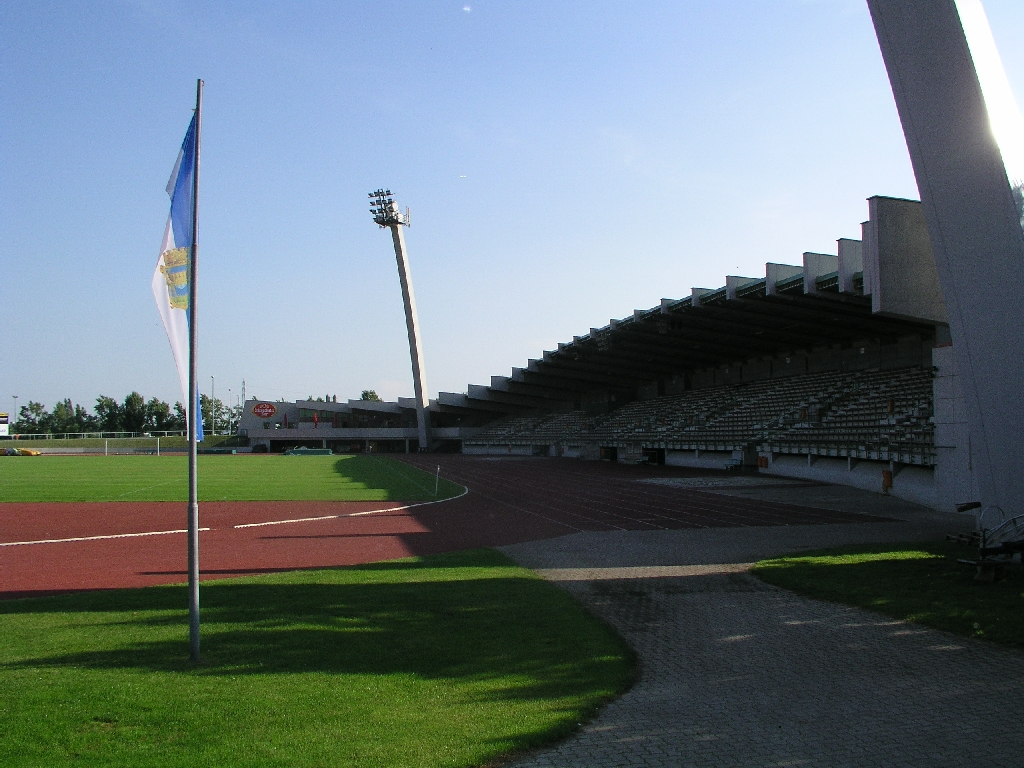
Innenansicht des Rudolf-Tonn-Stadions

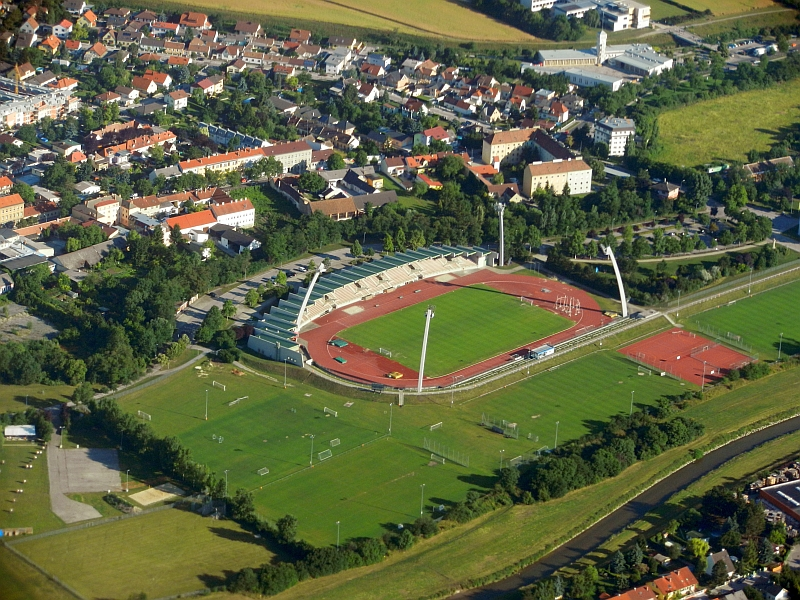
Rudolf-Tonn-Stadion (2011)

Das Stadion verfügt über 2.608 Sitzplätze, wobei mit den Stehplätzen ein Gesamtfassungsvermögen von rund 7.000 Besuchern erreicht wird. Es wurde 2001 nach dem ehemaligen Schwechater Bürgermeister Rudolf Tonn (* 1931; † 2015) benannt. Die Errichtung des Stadions wurde durch den Bau der Ost Autobahn (A4) erforderlich. Für diese musste der Schwechat-Fluss verlegt werden, dem wiederum das einstige „Germaniastadion“ in der Germaniastraße, welches seit dem 11. September 1904 die Heimstätte der SV Schwechat war, im Weg stand. Das Stadion wurde aufgrund der Nähe zum ASK Antonshof in Rannersdorf errichtet.
Im November 1976 wurden aus elf Architekten, die an dem ausgerufenen Architektenwettbewerb teilnahmen, die ausführenden Architekten bestimmt. Das neue Stadion wurde daraufhin durch die Architekten Josef Hums und Alois Seliger, beide führten seit 1973 gemeinsam ein Architekturbüro in Schwechat, geplant. Der erste Spatenstich erfolgte am 6. September 1977 durch Rudolf Tonn, die Bautätigkeiten dauerten bis 1980. Die Baukosten betrugen 11,7 Millionen Euro und wurden zur Gänze von öffentlicher Hand finanziert. Die vier Flutlichtmasten haben eine Höhe von je 40 Meter.
Das Stadion wurde am 24. Mai 1980 mit dem Spiel der 1. Division Austria gegen die Vienna (3:0) vor 7.700 Besuchern in Anwesenheit von Persönlichkeiten wie Kurt Heller, Karl Blecha, Heinz Krendl und Wolfgang Röken eingeweiht. Die SV Schwechat selbst konnte nur 1985/86 zumindest in der 2. Division hier Profifußball spielen. Zu Pfingsten 1991 wurde das Stadion durch die hochwasserführende Schwechat, welche neben dem Stadion fließt, beschädigt und wieder instand gesetzt.
Als es am 12. Juni 2003 im Relegationsspiel gegen die SpG Wattens-Wacker Tirol die Chance gab, in diese Liga zurückzukehren, wurde mit 8.500 Besuchern ein neuer Zuseherrekord aufgestellt, das Spiel endete 3:2 für Tirol. Neben Fußball werden im Rudolf-Tonn-Stadion auch Spiele der Austrian Football League ausgetragen.
Seit Ende Februar 2018 trägt der FC Mauerwerk seine Heimspiele im Rudolf-Tonn-Stadion aus.

## Ausstattung
Für Leichtathletikveranstaltungen ist das Stadion mit folgender Leichtathletikanlage ausgestattet:
- 400 m Kunststoffbahn
- Hürdenlaufanlage
- Weitsprunganlage
- Dreisprunganlage
- Hochsprunganlage
- Stabhochsprunganlage
- Diskuswurfanlage
- Hammerwurfanlage
- Speerwurfanlage
- Wurfkäfig für Kugelstoßen

Neben dem Hauptspielfeld, das für Spiele der Österreichischen Bundesliga geeignet ist, verfügt die Anlage über drei Trainingsplätze und einen Hartplatz.